# Rent-seeking
Rent-seeking este un concept economic care descrie o situație în care un individ sau o firmă are un anumit venit prin manipularea pieței, nu prin mijloacele clasice de schimb. Relevanța acestui concept este dată de faptul că astfel de fenomene implică o serie de costuri sociale, care până atunci fuseseră ignorate.

## Istoric
Termenul de rent-seekind apare pentru prima oară în 1974, în articolul The Political Economy oh the Rent-Seeking Society, scris de Anne Krueger. Totuși, în afară de nume, inovația nu ii aparține. Gordon Tullock dezvoltase acest subiect în 1967, în lucrarea The Wealfare Costs of Tariffs, Monopolies and Theft. Ulerior, acesta a fost preluat și folosit de literatura teoriei alegerii publice (public choice theory).

## Definiție și înțeles
În acest context, rent înseamnă o sumă de bani căreia nu îi corespunde muncă sau investiții pe măsură. Această teorie susține că agenți politici sau economici vor încerca să obțină avantaje, manipulând cadrul în care funcționează. În plan politic, acest fapt se realizează prin activitatea de lobby, iar in plan economic, prin deformarea prețurilor.

## Importanță
Importanța acestui concept este dată de faptul că, deși doar un agent poate beneficia de exclusivitate, este de presupus că mai mulți se vor angaja în luptă pentru a o obține. Și pentru că beneficiile, în caz de câștig sunt considerabile, aceștia vor fi dispuși să investească resurse. Resursele tuturor celor care nu primesc nici un beneficiu reprezintă un cost pe care trebuie să îl suporte societatea, sub forma unei pierderi de bunăstare.

## Legături utile
- Definiții și clarificări conceptuale Arhivat în 26 martie 2007, la Wayback Machine.
- "The fundamentals of rent-seeking", Gordon Tullock[nefuncțională]
- James Buchanan despre rent-seeking și public choice theory[nefuncțională]